# ユポ
ユポとは、ポリプロピレンを主原料とするフィルム法合成紙。株式会社ユポ・コーポレーションの持つ登録商標であり、同社製合成紙の商品名である。森林資源の保全を目的に開発され、洋紙と異なり原料に木材パルプは使用していない。

## 特徴
ポリプロピレンで生成されているため耐水性に優れ、洋紙のように水分による強度の低下や、素材自体の変形や変質、崩壊がない。また、引張弾性が強く、他の合成樹脂フィルムのように若干伸びる特性がある。引裂耐性も強いが、切れ目を付ければ洋紙同様に削き、切り破くことが可能である。これは樹脂を加熱し徐々に伸ばしながら製造する際に流れ目ができるためである。
厚みは60µmから500µmまであり、印刷性や風合いが異なる50種類以上のバリエーションがある。
鉛筆やボールペン、サインペン、油性ペン等の書き味も洋紙と同等かそれ以上である。フィルムであり吸水性がないため、殆どのユポには水性ペンの筆記や捺印には適さない。しかし最近では水を吸うユポや捺印適性のあるユポも開発されている。
プリンター印刷においては、レーザープリンターの様に機械に熱を帯びやすいものでは用紙が縮んでしまい印刷が出来ない。またインクジェットプリンターにおいてもインクが乾燥しにくくインクをはじいてしまうことがある。その為インクジェットプリンターやその他のオンデマンド印刷用途にはそれぞれ専用のグレードを選ぶ必要がある。ユポをプリンターで使用する場合は、メーカーへ確認することが無難である。
しかしオフセット印刷やシール印刷、シルクスクリーン印刷等、一般的な用途では洋紙と同様の印刷方式に対応している。
トムソン刃を用いた型抜き工法が木材パルプ紙に比べて困難である。これはトムソン機器の刃で型を抜こうとした場合、上記にある引張弾性のために刃が紙に通りにくく、また用紙の目方向によっては千切れやすいためである。

## グレード
ユポにはその用途ごとに適した様々なグレード（種類）が多数用意されている。以下に主要なグレードの品名を示す（全てではない）。
ユポイッパン
ニューユポが登場するまでの代表グレード。今なお海外では広く利用されている。油性オフセット印刷に優れた適性を発揮するが、UVオフセット印刷適性には欠ける。
OYコート
ユポイッパンの表面にコートを施し、一般紙用インクでの印刷を可能としたグレード。速乾性に優れる。
ニューユポ
UVオフセット印刷に対応したグレード。紙粉も大幅カット。
スーパーユポ
一般インクを用いたオフセット印刷が可能なグレード。片面印刷用。速乾で色再現性に優れる。
ウルトラユポ
ユポ用インク・合成紙用インクでも速乾を実現したグレード。両面印刷に対応している。
ユポタック原紙
高強度な裏面を持つグレード。タック原紙（糊付けしてシールとする）として用いられる。
ユポ・サクションタック
裏面に吸着加工を施した、貼ってはがせる微吸着タイプのグレード。
ユポジェット
表面にコートを施し、インクジェットプリンターでの印刷を可能としたグレード。
印字用ユポコート、熱転写用ユポコート、NIP用ユポコート
表面にコートを施し、溶解熱転写プリンターなどでの印刷を可能としたグレード。印字用ユポはドットインパクトプリンターに、NIP用ユポコートはレーザープリンターにもそれぞれ対応している。
ユポトレース、ユポ電飾用紙
光を透過する、半透明のグレード。ユポトレースは両面に筆記特性があり、製図などにおけるトレーシングに用いられる。ユポ電飾用紙は厚手で、バックライト式電飾看板としての用途のほか、光の拡散シートとしても用いられる。
コンシールユポ
完全に不透明で、高い遮光性を持つグレード。両面印刷しても裏抜けしない。
クロスユポ、ハイティアーユポ
それぞれ布や不織布を貼り合わせたグレード。布の強靭さや、不織布の和紙的な風合いを兼ね備える。
アルファユポ、厚手ユポ
厚手のユポ紙。厚手ユポはユポイッパンを貼り合わせたもの。
インモールド
プラスチック容器の製造時に容器とラベルを同時成形する、インモールド成型用のグレード。

## 使用例
選挙等の投票用紙
選挙等の投票用紙には、鉛筆での筆記や投票用紙計数機への対応のために表面を改良・加工したユポ紙である「テラック投票用紙BPコート110」が用いられる。
ポスター
屋外用途としては、耐候性インクと組み合わせることで露天でも長期間劣化することなく掲示できるため、選挙ポスターなどに用いられる。しなやかであり、かつ引っ張りに強く破れず剥がせることから、屋内用としても用いられることがある。また、耐水性に優れることから、漫画・アニメ雑誌の付録品や教育目的の、風呂の壁に水で貼れるポスター（お風呂ポスター）にも用いられる。
地図
その保存性の高さから、一般的な地図のほかハザードマップ等としても利用される。折り加工特性に優れるグレードが用いられる。
ラベル
その耐水性から、シャンプーやカップラーメンなどのラベルとしても用いられる。特にプラスチック容器に対してはインモールド用のグレードが用いられる。
電飾看板
バックライト式の電飾看板用として専用のグレードが用意されている。
医療用、クリーンルーム用の伝票やノート等
紙粉が出ないため、わずかな埃も嫌う医療現場やクリーンルーム等で利用される。特に紙粉の少ないクリーンルーム専用のグレードも用意されている。またその耐久性の高さから、災害時用のトリアージ・タグにも用いられる。